# Acalypha brittonii
Acalypha brittonii är en törelväxtart som beskrevs av Henry Hurd Rusby. Acalypha brittonii ingår i släktet akalyfor, och familjen törelväxter. Inga underarter finns listade i Catalogue of Life.